# Nacionalno prvenstvo ZDA 1952
Nacionalno prvenstvo ZDA 1952 v tenisu.

## Moški posamično
Frank Sedgman :  Gardnar Mulloy  6-1 6-2 6-3

## Ženske posamično
Maureen Connolly :  Doris Hart  6-3, 7-5

## Moške dvojice
Mervyn Rose /  Vic Seixas :  Ken McGregor /  Frank Sedgman 3–6, 10–8, 10–8, 6–8, 8–6

## Ženske dvojice
Shirley Fry /  Doris Hart :  Louise Brough /  Maureen Connolly 10–8, 6–4

## Mešane dvojice
Doris Hart /   Frank Sedgman :  Thelma Coyne Long /  Lew Hoad 6–3, 7–5